# Střemchoví (planetka)
(2811) Střemchoví je planetka nacházející se v hlavním pásu asteroidů. Objevil ji český astronom Antonín Mrkos 10. května 1980. Byla pojmenována podle moravské vesnice Střemchoví, kde se objevitel narodil. Kolem Slunce oběhne jednou za 4,85 let.